# Скопско краище
Скопското краище, известно още и като Скопско-босненско краище, или според османската класическа военна терминология – Босненски удж, е временна административна единица в Османската империя.
Основана през 1392 г. и просъществува до завоюването на Босна през 1463 година. В основата на уджа е владяното от съседа на Константин Деян - Вук Бранкович - Скопие.
Настъплението е осъществено стъпаловидно по реда:
1. Звечан
2. Елеч
3. Глухавица
4. Сеница
5. Приеполе
6. Връхбосна

## Бегове
- Игит бей (1392–1414)
- Исхак бей (1414–1439)
- Химети Заде Несух бей (1439—1454)
- Иса бей Исакович (1454—1463)